# Karl Eugen Gass
Karl Eugen Gass (* 21. März 1912 in Kassel; † 18. September 1944 bei Eindhoven in den Niederlanden)  war ein im Krieg gefallener deutscher Nachwuchsromanist und Literat, Lieblingsschüler von Ernst Robert Curtius.

## Leben und Werk
Gass war Stipendiat der Scuola Normale in Pisa und promovierte 1938 bei Ernst Robert Curtius in Bonn mit der Arbeit Antoine de Rivarol (1753-1801) und der Ausgang der französischen Aufklärung (Hagen 1938). Dann wurde er Abteilungsassistent im Deutschen Kulturinstitut (Kaiser-Wilhelm-Institut)  in Rom. Er fiel im Kriegseinsatz.

Ihm schrieb Ernst Robert Curtius am 28. April 1943: „Sie sind der einzige meiner Schüler, von dem ich glaube verstanden zu werden und der vielleicht ‚einst‘ mein Erbe übernehmen könnte“ (Hausmann 2008, S. 155).

## Weitere Werke
- Die Idee der Volksdichtung und die Geschichtsphilosophie der Romantik. (Zur Interpretation des Briefwechsels zwischen den Brüdern Grimm und Achim von Arnim), Wien 1940
- Das Antlitz Italiens, Essen 1943
- Pisaner Tagebuch. Aufzeichnungen und Briefe. Aus dem Nachlass eines Frühvollendeten, hrsg. und mit einem Nachwort versehen von Paul Egon Hübinger, Heidelberg  1961 (italienisch: Diario Pisano  1937–1938, Pisa 1989)
- (Übersetzer mit Rainer Maria Rilke und Friedhelm Kemp) Maurice de Guérin, Der Kentauer. Die Bacchantin. Aufzeichnungen aus den Jahren 1833–1835, hrsg. von Friedhelm Kemp, Frankfurt am Main 1964